# Huisbrouwerij 't Pakhuis
Huisbrouwerij 't Pakhuis was een brouwerij in de Belgische stad Antwerpen.

## Geschiedenis
De huisbrouwerij werd opgericht in 1996 in een verlaten pakhuis aan de Zuiderdokken te Antwerpen, dat dateerde van 1850. De brouwinstallatie werd geplaatst door de Sint-Sebastiaan Belgian Microbrewery (SBM), een dochteronderneming van Brouwerij Sterkens. De ongefilterde ongepasteuriseerde bieren werden bijna uitsluitend gebrouwen voor de eigen taverne, vandaar de benaming “huisbrouwerij”.
De brouwerij sloot de deuren in 2021 en sinds januari 2022 is er een visrestaurant gevestigd. De brouwinstallatie werd terug gebruiksklaar gemaakt om er een eigen bier te brouwen. De bedoeling van de nieuwe eigenaar is om de brouwinstallatie ter beschikking te stellen voor gastbrouwers.

## Bieren
- Marineau pils

## Voormalige bieren
- Antwerps Blond, 5,1%
- Antwerps Bruin, 5,5%
- Nen Bangelijke, tripel, licht amber, 9,5%